# Rówienkowy Potok

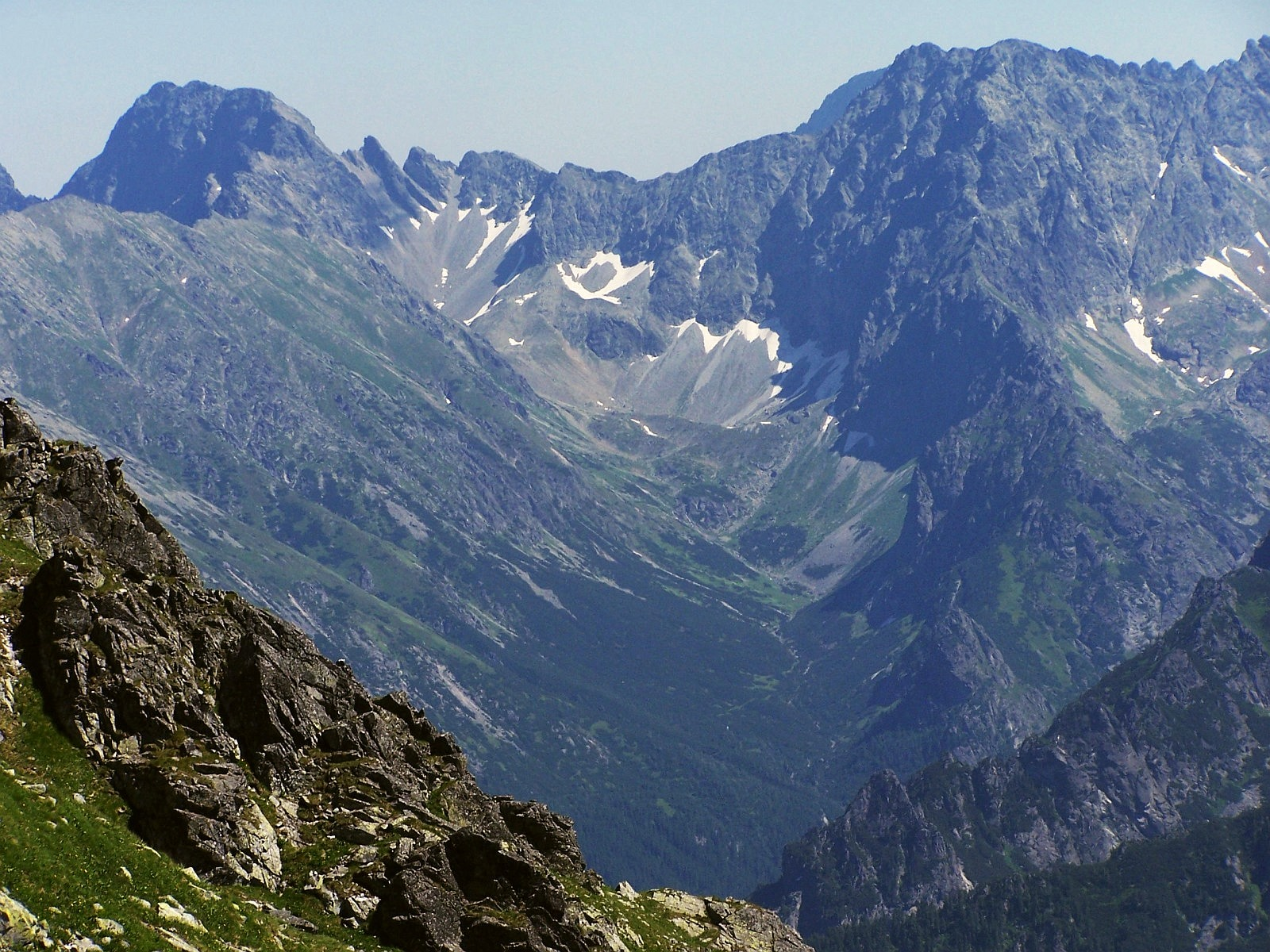
Rówienkowy Potok płynący dnem doliny

Rówienkowy Potok (słow. Rovienkový potok, niem. Rovinkibach, węg. Rovinki-patak) – potok odwadniający dolinę Rówienki (boczną odnogę Doliny Białej Wody w słowackich Tatrach Wysokich). Wypływa na wysokości ok. 1750 m ze źródła w okolicy Rówienkowych Stawków i płynie na północny zachód w kierunku Doliny Białej Wody. Wpada na wysokości ok. 1280 m do Białej Wody (jako prawy dopływ) nieco poniżej Polany pod Wysoką. Na skalnych progach doliny Rówienek tworzy dwa wodospady: Wyżnią i Niżnią Rówienkową Siklawkę. Rówienkowy Potok ma kilka mniejszych, prawobocznych dopływów, są to: Goryczkowa Woda, Zielona Woda i Jaworkowa Woda.

## Szlaki turystyczne
– niebieski szlak z Łysej Polany wzdłuż Białki i Białej Wody (przecina Rówienkowy Potok tuż obok miejsca, gdzie wpada do Białej Wody) do Doliny Litworowej, stamtąd do Kotła pod Polskim Grzebieniem i dalej na Rohatkę.
- Czas przejścia z Łysej Polany do rozdroża pod Polskim Grzebieniem: 4:55 h, ↓ 4:25 h
- Czas przejścia od rozdroża na Rohatkę: 45 min, ↓ 35 min